# Rondò Veneziano
Rondò Veneziano es una orquesta de cámara italiana, especializada en música barroca, tocando instrumentos originales, con la incorporación de una sección rítmica estilo rock de sintetizadores, guitarra bajo y batería, dirigido por el Maestro Gian Piero Reverberi, quien también es el compositor principal de toda la piezas originales de Rondo Veneziano. La adición inusual de instrumentos modernos, más adecuados para el jazz, combinados con arreglos de Reverberi y composiciones originales, han dado lugar a nuevas versiones de obras clásicas en los últimos años. Por regla general, en sus giras de conciertos, los músicos, mayormente mujeres, se suman al efecto barroco en general con el uso de atuendos y peinados de la época barroca.

## Historia
Rondò Veneziano nació en la primavera de 1979 en una idea conjunta de Freddy Naggiar (Baby Records) y el compositor Gian Piero Reverberi. este último deja RCA italiano por Baby Records, donde trabaja con Al Bano, Romina Power, Pupo y Ricchi e Poveri.
El proyecto inicial era crear una formación instrumental italiana, en línea con lo que se había propuesto Angelo Branduardi o Stephen Schlaks. Reverberi optó por una solución entre el barroco y el pop.
La restauración del Carnaval de Venecia a finales de 1970, contribuyó a que el carácter tan festivo y mundialmente famoso Carnaval de Venecia sea un tema esencial de inspiración. Para materializar el ambiente barroco, los solistas vienen vestidos al estilo del siglo XVIII, con pelucas. Estos elementos estaban destinados a fortalecer el impacto en el público y hacer que el grupo sea inmediatamente reconocible.
Las primeras cuatro canciones (incluyendo Rondò Veneziano, San Marco y Andante Veneziano) fueron registrados bajo la dirección de Reverberi en Varirecording Studios (Mílan), con una orquesta sinfónica de Génova así como un baterista y un bajista. Estas primeras piezas agradaron a Baby Records, y junto a otras cinco composiciones agregadas formaron un primer álbum: Rondò Veneziano.
Si bien, el disco estaba listo ya en el invierno 1979, este no se publicó hasta el año siguiente para preparar una estrategia de negocio más eficaz. El 22 de febrero de 1980, la canción Rondò Veneziano fue elegida por Silvio Berlusconi, por consejo de Freddy Naggiar para abrir y cerrar los programas de reciente Canal 5, provocando la curiosidad de los espectadores durante casi un año, ya que la pieza se publicó seis veces al día, sin que ni su nombre ni su origen fueran mencionados.

## Evolución
La primera década de álbumes de la orquesta solo incluyó composiciones totalmente originales en el estilo barroco rondò, "una composición musical basada en la alternancia de un tema recurrente principal y episodios contrastantes".
En años posteriores, además de muchos discos nuevos y originales continuando el propio estilo y la tradición única de Gian Piero Reverberi, Rondò Veneziano también trajo la fusión de instrumentos clásicos y contemporáneos para un pequeño número de álbumes dedicados a algunos de los grandes compositores tradiciónales de música clásica y barroca.
En una entrevista, El Maestro Reverberi dijo sobre el sonido de Rondò Veneziano: "La música de Rondò Veneziano es ante todo positiva también cuando parece estar triste, nunca es triste Siempre es positivo en el sentido de que al final siempre hay un buen futuro. Así que creo que también la razón del éxito es que se trata de la música en la que no hay que pensar negativo o sentirse negativo o si se siente uno negativo debe ser algo que te lleva a pensar en positivo".
Una versión de "La Serenissima" (Tema de Venice in Peril) fue lanzado en el Reino Unido como un sencillo y alcanzó el número 58 en la lista de singles del Reino Unido en octubre de 1983 La pista fue también ampliamente utilizado en ese momento por BBC TV, como la melodía del tema de Hospital Watch. La pista fue más tarde usada en el éxito mundial "Venice in Peril" álbum que fue lanzado como parte de una campaña internacional para salvar Venecia se hunda en la laguna.
En 1985, proporcionaron la banda sonora de la película Not Quite Jerusalem (conocida como Not Quite Paradise en los EE. UU.). Esto marco una reelaboración de muchas de las piezas originales que figuran en los álbumes Venice in Peril y The Genius of Venice.
La orquesta ha producido 70 álbumes en los 29 años desde su fundación en 1979.

## Discografía parcial
Todos compuestos por Gian Piero Reverberi, Ivano Pavesi y Laura Giordano:
| - Rondò Veneziano (1980) - La Serenissima (1981) - Notturno in gondola (1981) - Scaramucce (1982) - Venezia 2000 (1983) - Concerto Futurissimo (1984) - Odissea Veneziana (1984) - Casanova (1985) - Not Quite Jerusalem (1985) - Odissea Veneziana (1985) - Fantasia Veneziana (1986) - Lagune (1986) - Rapsodia Veneziana (1986) - Arabesque (1987) - Misteriosa Venezia (1987) - Concerto (1988) - Poesia di Venezia (1988) - Armonie (1989) - Masquerade (1989) - Visioni di Venezia (1989) - Barocco (1990) - Musica...Fantasia (1990) - The Genius of Mozart (1990) - The Genius of Vivaldi (1990) - Vivaldi, Mozart, Beethoven (1990) | - Magica Melodia (1991) - Prestige (1991) - Stagioni di Venezia (1992) - Rondò 2000 (1992) - Venezia Romantica (1992) - Concerto per Beethoven (1993) - Concerto per Mozart (1993) - Concerto per Vivaldi (1993) - Il mago di Venezia (1994) - Back 2 back (1995) - Eine nacht in Venedig (1995) - I grandi successi vol.1 (1995) - Sinfonia di Natale (1995) - I grandi successi vol.2 (1996) - Preludio all'amore (1996) - Seduzione (1996) - The best of - vol.1 (1996) - Die Grossen Erfolge (1997) - Fantasia Classica (1997) - I grandi successi (1997) - In concerto (1997) - Marco Polo (1997) - Via dell'Amore (1997) | - Fantasia d'Autunno (1998) - Fantasia d'Inverno (1998) - Zodiaco (1998) - Attimi Di Magia (1999) - Fantasia d'Estate (1999) - Fantasia di Primavera (1999) - Honeymoon - Luna di miele (1999) - Protagonisti vol.1 (1999) - Splendore Di Venezia (1999) - I grandi successi (2000) - La storia del classico (2000) - Nur Das Beste (2000) - Protagonisti vol.2 (2000) - The very best of (2000) - Capriccio veneziano (2001) - Papagena (2001) - 3 originals (2001) - The Magic of Christmas (2001) - Concertissimo (2002) - La Piazza (2002) - Vénitienne (2002) - Nur Das Beste 2 (2004) - 25 Live in Concert (2005) - Rondò Veneziano: Chamber Orchestra (2009) - Once upon a time (2010) |